# Gare de Jinshan-Nord
La gare de Jinshan-Nord (chinois : 金山北站) est une gare ferroviaire chinoise de la LGV Shanghai - Hangzhou, située au nord du District de Jinshan, subdivision de la municipalité de Shanghai.

## Situation ferroviaire
Établie à 6 mètres d'altitude, la gare de Jinshan-Nord est située au point kilométrique (PK) 48 de la LGV Shanghai - Hangzhou, entre les gares de Songjiang-Sud et de Jiashan-Sud.

## Service des voyageurs

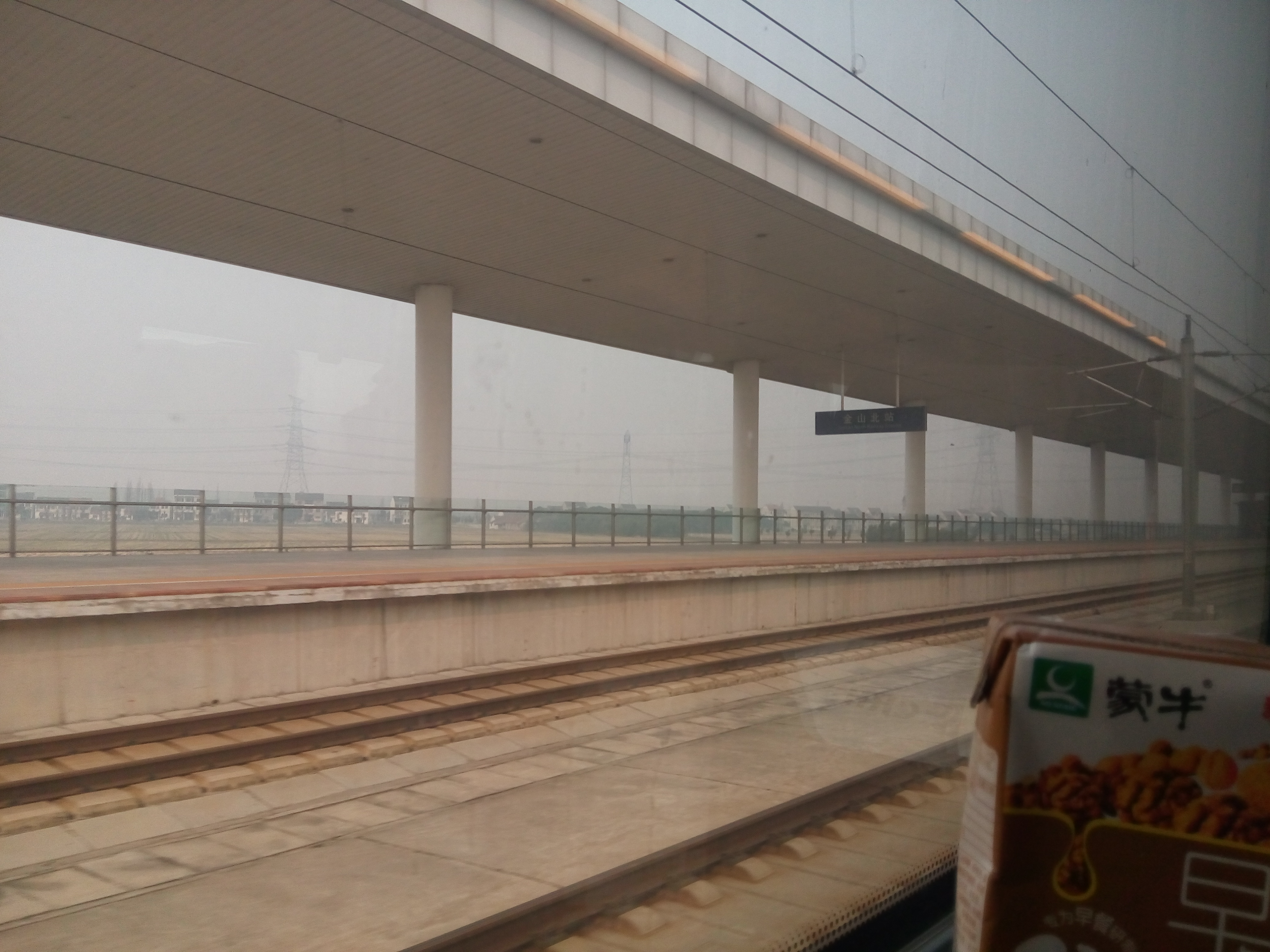
Voies et quais.